# Классическая логика
Классическая логика — логика, системы которой строятся на принципах двузначности (бивалентности) значений ее выражений и формул, взаимозаменяемости (экзистенциальности) выражений и формул, имеющих одинаковые значения, а также допустимости интерпретации нелогических символов, состоящей из требований непустоты области интерпретации и принятия термами значений, только элементов области интерпретации.
При этом принцип двузначности состоит в том, что каждое высказывание принимает точно одно из двух значений — «истина» или «ложь». Этот принцип равносилен принципу исключения третьего.
Применительно к правильно построенным формулам принцип двузначности означает следующее:
Всякая формула при допустимой интерпретации нелогических символов, входящих в ее состав, принимает точно одно из двух значений — «истина» или «ложь».
Принцип композициональности означает, что:
Значение сложного выражения полностью определяется значениями составляющих его выражений.
Принцип допустимости интерпретации относится к классической логике предикатов и состоит в требовании непустоты области интерпретации и принятии термами значений из области интерпретации:
Область интерпретации (универсум рассмотрения, предметная область) содержит, по крайней мере, один объект.
Каждый терм должен иметь значение, и это значение должно быть элементом области интерпретации.
Ещё одним требованием к классической логике является требование эпистемологического и онтологического (а не математического) характера, состоящее в классической (корреспондентской) трактовке истинности интерпретации формул, восходящей к трудам Аристотеля:
Высказывание истинно, если и только если то, что в нём утверждается, имеет место в действительности.

## Основные сведения
Каркас классической логики образуют классическая логика высказываний, классическая логика первого порядка, логика предикатов с равенством и традиционная силлогистика.
К неклассическим логикам, соответственно, относятся логики, построенные на основе совокупностей принципов, отличающихся от использованных для построения классической логики. К неклассическим, в частности, относятся логики, в которых не применяются один или несколько принципов классической логики. Примером неклассической логики является интуиционистская логика, в которой закон исключения третьего не применяется.
Кроме того существуют некоммутативная логика (отказ от коммутативности конъюнкции и дизъюнкции), линейная логика (отказ от идемпотентности конъюнкции и дизъюнкции), немонотонная логика (отказ от монотонности отношения выводимости), квантовая логика (отказ от дистрибутивности), и множество других.
Нередко приставку классическая употребляют также по отношению к некоторым неклассическим логикам, которые допускают несколько вариантов — с законом исключения третьего (или подобных ему) и без. Тогда первую называют классической. Например, классическая линейная логика.
Классическая логика характеризуется рядом свойств: например, по теореме Линдстрёма, это единственная логика, которая удовлетворяет одновременно теореме компактности и теореме Левенгейма-Скулема.